# Chrysotaenia argyrodines
Chrysotaenia argyrodines är en fjärilsart som beskrevs av Louis Beethoven Prout 1932. Chrysotaenia argyrodines ingår i släktet Chrysotaenia och familjen mätare. Inga underarter finns listade i Catalogue of Life.